# Maria Carmen Rendiles Martínez
Maria Carmen Rendiles Martínez (ur. 11 sierpnia 1903 w Caracas, zm. 9 maja 1977 w Caracas) – wenezuelska zakonnica, Błogosławiona Kościoła katolickiego.

## Biografia
Maria Carmen Rendiles Martínez urodziła się 11 sierpnia 1903. Pochodziła z wielodzietnej rodziny. Urodziła się bez lewego ramienia, ale dzięki protezie pomagała przy pracach domowych. 8 września 1932 złożyła śluby wieczyste, wcześniej w 1929 złożyła śluby czasowe. Pełniła funkcję mistrzyni i przełożonej. Była założycielką instytutu sług Jezusa od Caracas. Zmarła 9 maja 1977 i została pochowana w kaplicy znajdującej się na terenie szkoły Belèn.
W 1995 rozpoczął się jej proces beatyfikacyjny, a 5 lipca 2012 papież Benedykt XVI ogłosił dekret o heroiczności jej cnót. 18 grudnia 2017 papież Franciszek podpisał dekret o jej cudzie, jakim było uzdrowienie lekarza po doznaniu wstrząsu elektrycznego. Uroczyste jej wyniesienie do chwały błogosławionych nastąpiła 16 czerwca 2018 w Caracas.
28 marca 2025 papież Franciszek podpisał dekret uznający cud za wstawiennictwem błogosławionej, co otwiera drogę do jej kanonizacji. Data jej kanonizacji została ogłoszona na konsystorzu, który odbył się 13 czerwca 2025.